# География Витебска

## Географическое положение и рельеф

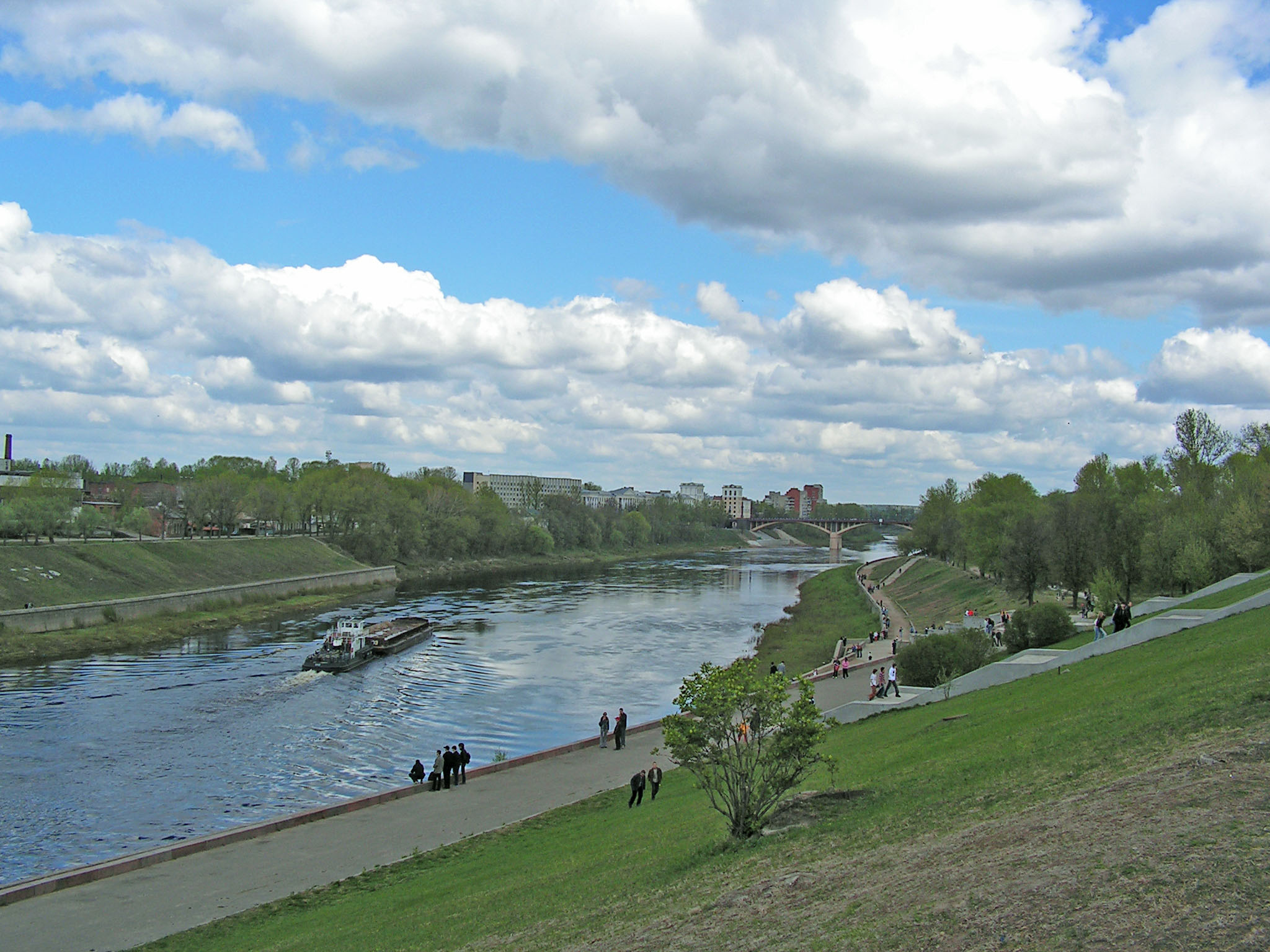
Двина в Витебске

Координаты города Витебска 55°11′ с. ш. 30°12′ в. д.. Территория города занимает 134,6 км²
Витебск расположен на берегах реки Западная Двина и её притоков Витьба и Лучоса. Город находится на холмистой местности, в западной части Витебской возвышенности, прорезанной оврагами, глубиной 10—12 м, местами до 40 м. Колебания высот в черте города составляют около 80 м. В рельефе выделяются глубоко врезанные долины протекающих по городу рек. Западная Двина протекает через город в виде подковы с северо-запада на юго-запад и делит Витебск на холмистую левобережную и более ровную правобережную части. В западной части выделяется возвышенность Юрьева горка (с высотой около 175 м).

## Возвышенности
Витебск расположен на нескольких возвышенностях, которые испокон веков зовутся горожанами «горами».Самые известные:
- Духовская гора
- Замковая гора
- Кстовская гора
- Острая Могила
- Плоская гора
- Успенская гора
- Юрьева горка

## Пруды
- Пруд в парке 1000-летия Витебска. Вырыт в качестве противопожарного водоёма при строительстве телезавода. Позднее очищен, благоустроен. Берега уложены камнями.
- Пруд в Парке культуры и отдыха железнодорожников.
- «Солдатское озеро» — пруд возле пересечения улицы Титова с улицей улица 14-я Полоцкая. Имеет овальную форму, диаметр около 100 метров. Народное название получил из-за расположения рядом с бывшим военным городком 5-й полк.
- Пруд в Орехово.
- Пруд возле Ореховского кладбища.

## Ручьи
- Гапеев — протекает по городу в овраге (глубиной до 30 м, шириной до 30 м) с юго-востока на северо-запад и впадает в ручей Дунай. В местах пересечения с Московским проспектом, улицами Газеты «Правда» и Жесткова протекает по железобетонным трубам. Длина ручья — 2200 метров. В верховьях ручья, приблизительно в районе его пересечения с Московским проспектом, находилась деревня Гапеевщина.
- Драничный — приток Гапеева ручья, впадает в него в районе 5-й Коллективной и Шрадера улиц. Название, возможно, от некогда существовавшей в районе начала нынешней улицы Воинов-Интернационалистов деревни Драницы.
- Дунай — протекает по городу в овраге (глуб. до 40м, шириной до 140 м) с востока на запад вдоль проспекта Фрунзе, впадает в реку Витьба. Длина 1050 метров. Название ручья дало название историческому району города Задунавская слобода (Задунайский посад, Задунавье). Изображён на чертеже города 1664 года.
- Замковый (Пилатов ручей или просто Ручей) — вытекал из ручья Дунай в районе Летнего амфитеатра, протекал с югу от витебских замков и впадал в реку Западная Двина в районе Благовещенской церкви. Ныне не существует. Длина около 1000 метров. Название ручья дало название историческому району Заручевская слобода (Заручевье). Изображён на чертеже Витебска 1664 года.
- Крутовец — ручей, правый приток Западной Двины, впадает в неё у западного края периметра Витебской ТЭЦ, протекает в коллекторе. Овраг ручья, начинавшийся у пересечения улиц Максима Горького и улицы 39-й Армии засыпан в конце 1950-х годов.
- Песковатик — протекает в северной части города. Начало (предположительно) — в районе улицы Володарского. Южный приток ручья имеет название Сутоки. Впадает в реку Западная Двина в районе Водоканала и 22-й средней школы (проспект Куйбышева, 42).
- Пилипов — ручей, правый приток Западной Двины, впадает в неё между Марковым монастырем и Витебской городской центральной клинической больницей (бывш. 2-я горбольница).
- Питомка — ручей на восточной окраине города, в Тулово.
- Поповик — ручей, левый приток Двины, служит естественной западной границей парка Советской Армии (Мазурино). В конце XVIII века в устье ручья находилась деревня Поповики, сейчас на её месте дачные участки.
- Прудок – ручей, левый приток Двины, берёт начало возле Мазуринского кладбища, устье - возле городского пляжа и спасательной станции. Обозначен на картах города начала XX века.
- Рыбенец — ручей, правый приток Западной Двины, впадает в неё возле Тирасполя, между улицами Данукалова и 1-й Тираспольской. В XVIII веке на ручье была мельница.
- Святец (Святцы) — ручей, правый приток Двины, впадает в неё метрах в трехстах выше Яновского ручья. В XVIII веке на его берегах располагалась деревня Святцы (район нынешних улиц 19-я Городокская и Супруна). Берёт начало между Старосемёновским и Новосеменовским кладбищами.
- Слизкий — протекает в овраге вдоль улицы Чехова и впадает в реку Западная Двина. Первоначально, исток ручья находился в районе нынешней площади Ленина. Теперь начальная часть ручья течёт в подземных коммуникациях или засыпана. Длина видимой части ручья около 250 метров.
- Суровец (или Подтереба – так называется  второй ручей, после слияния с которым Суровец впадает в Двину) – ручей, правый приток Западной Двины, впадет в неё в районе улицы Чепинская Слободка.
- Червенец — вытекает из болота в заказнике Дымовщина и течёт в южном направлении. Протекает возле деревень Дымовщина, Авселёво, Орехово, Загорье. Впадает в Западную Двину возле речного порта на юго-западной окраине Витебска. В верхнем течении (севернее железнодорожной ветки Витебск-Полоцк) канализирован.
- Червичный— вытекает из болота в заказнике Дымовщина и течёт в северном направлении. Впадает в Дейковское озеро. В верхнем течении канализирован и носит название Панская канава.
- Яновский — начинается восточнее лесопарка Юрьева горка. Протекает под улицами Титова и Ленинградская. Впадает в Западную Двину в районе улицы Мовзона.

## Часовой пояс
Витебск, как и вся Беларусь, находится в часовом поясе восточноевропейское летнее время (UTC+3).

## Климат

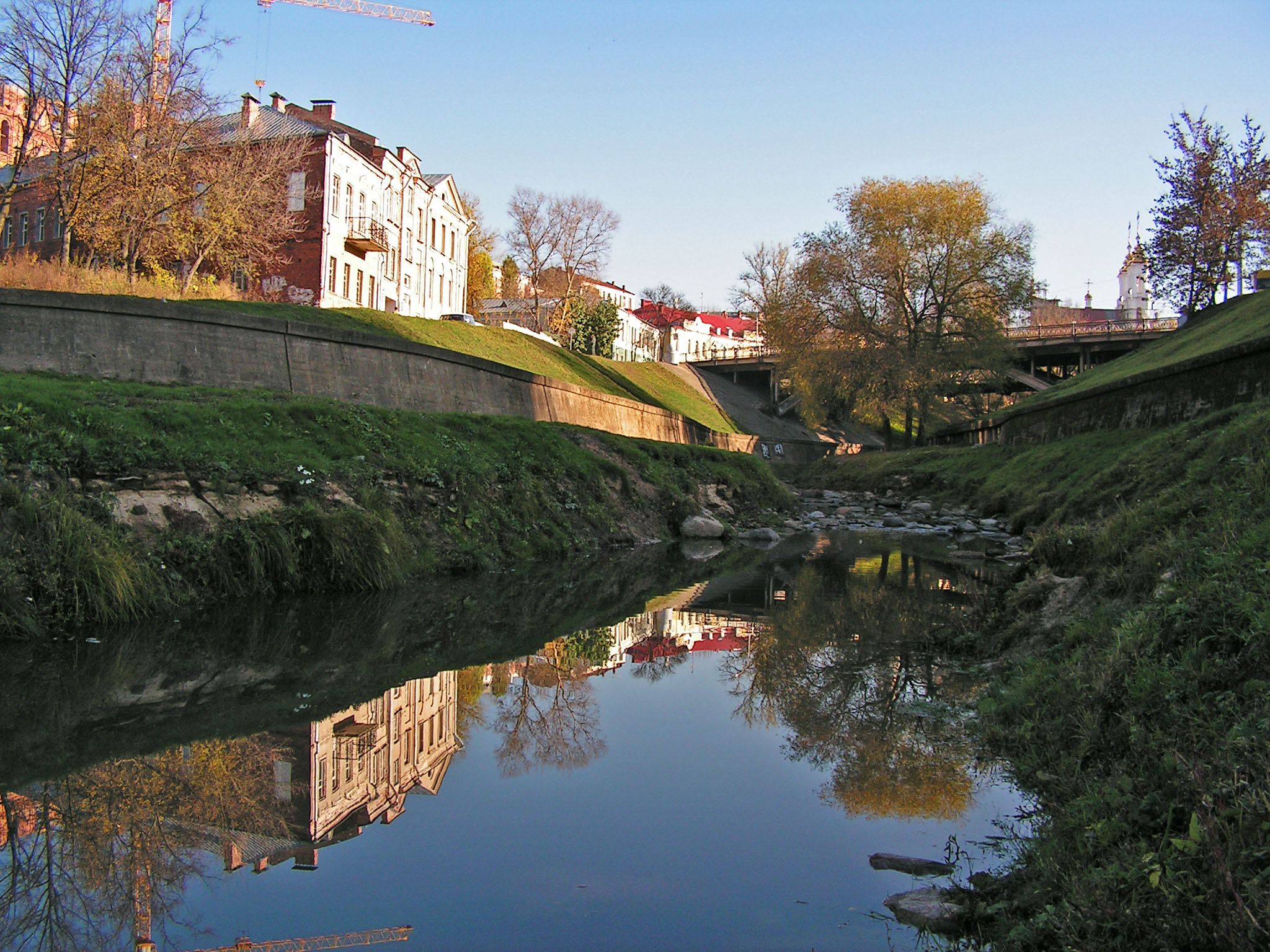
Река Витьба

Климат умеренно континентальный с преобладающим влиянием морских воздушных масс, переносимых циклонами с Атлантического океана. Перемещающиеся с запада на восток циклоны приносят зимой потепление, а летом — прохладную дождливую погоду. Также характерно влияние сибирского антициклона, приносящего морозную безоблачную погоду в зимнее время. Это и обуславливает более суровый климат в сравнении с другими районами страны.
Метеорологические наблюдения ведутся в городе с 1810. Средняя температура января −8 °C, июля +17 °C, среднегодовая +5,3 °C. За год в среднем выпадает 659 мм осадков, две трети из них приходятся на апрель—май. Зима наступает обычно в середине ноября, причем для этой поры года характерна смена оттепелей и морозных периодов. Во все зимние месяцы обычна пасмурная погода. Весна наступает в конце марта, типичен периодический возврат холодов. Умеренно тёплое и влажное лето наступает в конце мая. Осенью характерна сырая, ветреная и пасмурная погода, в конце часты изморози.
| Показатель                    | Янв.  | Фев.  | Март  | Апр.  | Май  | Июнь | Июль | Авг. | Сен. | Окт. | Нояб. | Дек. | Год   |
| ----------------------------- | ----- | ----- | ----- | ----- | ---- | ---- | ---- | ---- | ---- | ---- | ----- | ---- | ----- |
| Абсолютный максимум, °C       | 10,4  | 10,9  | 18,1  | 28,5  | 31,3 | 32,2 | 34,7 | 37,8 | 30,1 | 24,6 | 15,0  | 10,7 | 37,8  |
| Средний суточный максимум, °C | −2,9  | −2,6  | 2,9   | 11,6  | 18,5 | 21,4 | 23,5 | 22,2 | 16,2 | 9,5  | 2,3   | −2   | 10,1  |
| Средняя температура, °C       | −5,3  | −5,5  | −0,6  | 6,8   | 13,1 | 16,4 | 18,4 | 17,0 | 11,6 | 6,1  | −0,1  | −4,2 | 6,1   |
| Средний суточный минимум, °C  | −7,7  | −8,5  | −3,9  | 2,5   | 7,9  | 11,6 | 13,6 | 12,3 | 7,7  | 3,3  | −1,9  | −6,5 | 2,5   |
| Абсолютный минимум, °C        | −36,1 | −38,9 | −27,8 | −13,9 | −4   | −1,6 | 4,0  | 1,0  | −4   | −15  | −24   | −35  | −38,9 |
| Норма осадков, мм             | 51    | 45    | 46    | 36    | 57   | 86   | 82   | 83   | 66   | 62   | 55    | 55   | 724   |
| Источник: Погода и Климат     |       |       |       |       |      |      |      |      |      |      |       |      |       |

## Почвы, растительный и животный мир

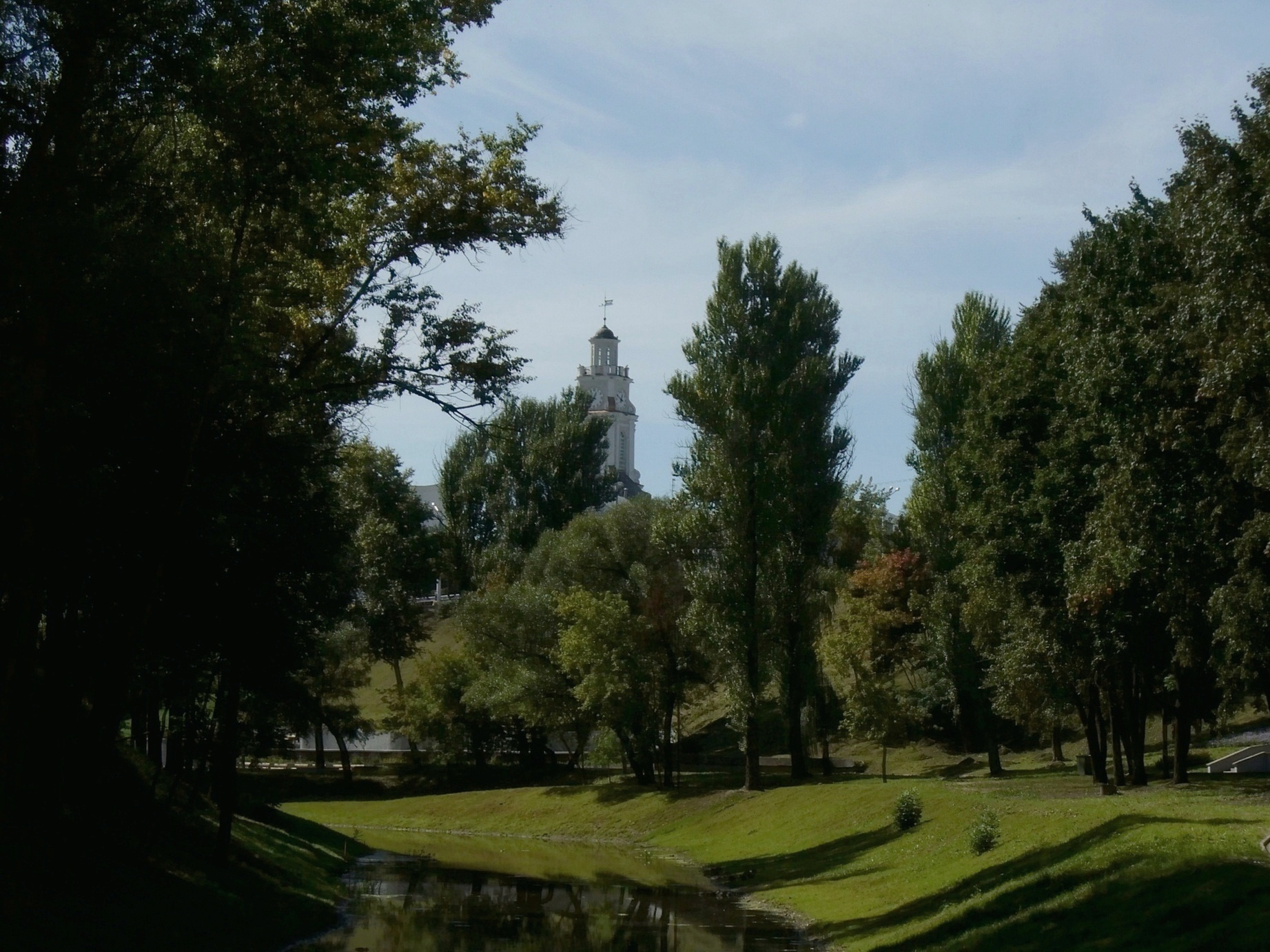
Витьба в парке имени Фрунзе

Лучоса в черте Витебска

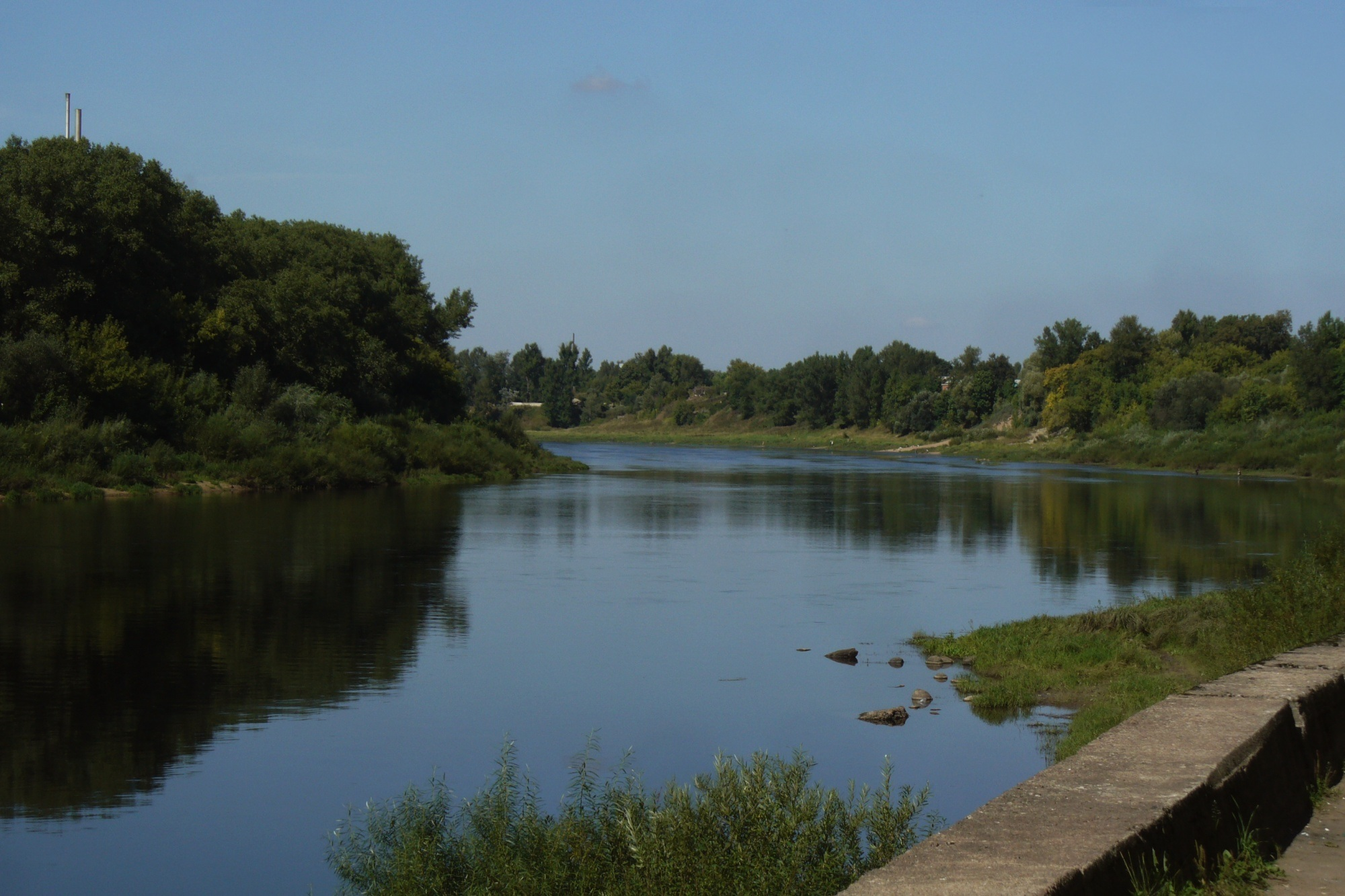
Река Западная Двина

В скверах, парках, на приусадебных участках города преобладают дерново-подзолистые почвы, встречаются дерново-подзолистые заболоченные и дерновые заболоченные. В поймах рек почвы пойменно-болотные и торфяно-болотные. Естественный покров в городе сильно изменён, а на приусадебных участках окультурен.
Зелёные насаждения Витебска включают 6 парков, 39 скверов и садов, а также озеленение улиц и площадей. В городе действует ботанический сад. В насаждениях преобладают тополь, липа, дуб, ясень, рябина, берёза и др. Естественный лесной покров состоит из берёзы, осины, ольхи, ели, сосны.
В парках и скверах города, в пойме Западной Двины и в окрестностях встречаются 27 видов млекопитающих, около 100 видов птиц, 10 видов земноводных, 4 вида пресмыкающихся, распространены насекомые, ракообразные. Из млекопитающих преобладают мелкие грызуны. Наиболее разнообразен состав птиц: сизый голубь, воробьи, галка, грач, большая синица, скворец и др.

## Экология
Современные экологические проблемы города выражаются в ухудшении качества атмосферного воздуха, природных вод, в загрязнении земель.
Концентрация оксида углерода за последнее десятилетие варьировала в значительных пределах, но с конца 90-х гг. XX века отмечено повышение среднегодовой концентрации. По диоксиду серы отмечается снижение объёмов выбросов в 20,8 раза.
Большую часть года состояние воздуха по проспекту Людникова и ул. Космонавтов оценивается как неудовлетворительное из-за высокой концентрации формальдегида. Средние концентрации фенола в воздухе города составляют 0,5—0,7 ПДК. С загрязнением воздуха напрямую связано изменение химического состава и кислотности атмосферных осадков. Средняя минерализация осадков в городе составляет 81,67 мг/дм³ (максимальное значение по Беларуси). В то же время показатель комплексного индекса загрязнения атмосферы для Витебска составляет 4,9, что указывает на низкий уровень загрязнения.
Витебск является одним из 4 городов области, дающих основной объём поступающих непосредственно в Западную Двину сточных вод (в пределах Беларуси).